# 640
640 (DCXL) var ett skottår som började en lördag i den julianska kalendern.

## Händelser

### Maj
- 28 maj – Efter att påvestolen har stått tom i ett och ett halvt år väljs Severinus till påve.

### December
- 24 december – Sedan Severinus har avlidit den 2 augusti väljs Johannes IV till påve.

### Okänt datum
- Kung Cynegils av Wessex låter döpa sig.

## Födda
- Veredemus, biskop av Avignon.

## Avlidna
- 2 augusti – Severinus, påve sedan 28 maj detta år.
- 16 augusti – Arnulf, biskop av Metz.
- Zac-kuk, regerande mayadrottning av Palenque.